# Проезд Щедрина (Рязань)
Проезд Щедрина — улица в центре города Рязани. Проходит от улицы Грибоедова до улицы Щедрина. Пересекает улицу Подгорную. Нумерация домов начинается от улицы Грибоедова.

## История
По регулярному плану застройки города, принятому в 1780 году, Рязань получила новую планировку. Кривые узкие улицы средневековой Рязани были заменены прямоугольной сеткой кварталов губернского города. В планах XVIII—XIX веков проезд Щедрина не значится — на его месте располагались дворы и сады дворянских и мещанских домов жителей улиц Старогоршечной, Подгорной и Абрамовской.
Появление проезда Щедрина, как и соседнего проезда Грибоедова, на карте Рязани относится к 50-м годам XX века. В это время началась перестройка старых кварталов, вдоль трассы будущего проезда были выстроены двухэтажные жилые дома. Проезд был назван по конечной улице Щедрина.

## Примечательные здания
- Дом № 14 — средняя школа № 8 имени Героя Российской Федерации Р. В. Соколова.

## Транспорт
Проезд Щедрина — тихая улочка исторического центра города. Общественный транспорт по улице не проходит.